# Barbours landkaartschildpad
Barbours landkaartschildpad (Graptemys barbouri) is een schildpad uit de familie moerasschildpadden (Emydidae).

## Naam en indeling
De wetenschappelijke naam van de soort werd voor het eerst voorgesteld door Archie Carr & Lewis J. Marchand in 1942. De soortaanduiding barbouri is een eerbetoon aan Thomas Barbour (1884 – 1946).

## Uiterlijke kenmerken
De maximale rugschildlengte is ongeveer 33 centimeter, althans de vrouwtjes. De mannetjes blijven aanzienlijk kleiner en bereiken een lengte tot dertien cm. Het schild valt op door de stekelachtige, zwarte kiel op het midden. De schildkleur is bruin tot groen, met vage ovale lichtere vlekken op marginaalschilden van de zijkanten en de schildrand. De marginaalschilden hebben een doornachtig uitsteeksel aan de achterzijde van het schild. Het buikschild heeft een groengele tot lichtgele kleur. Op de voorste randen van buikschilden is een zwarte kleur aanwezig die echter met de jaren vervaagt. De plastronformule is als volgt: abd > an > fem > gul >< pect > hum.
De brede kop is groen van kleur en heeft een gele lijnentekening en een masker van gele vlekken rond de ogen en de snuit. In de nek zijn lichtere tot gele strepen aanwezig. Mannetjes zijn van vrouwtjes te onderscheiden door een langere en dikkere staart, de kop van mannetjes is smaller en kleiner, die van vrouwtjes is groter en meer afgerond aan de voorzijde.

## Levenswijze
Vrouwtjes zijn na ongeveer vijftien tot twintig jaar volwassen. Uit onderzoek blijkt dat de vrouwtjes ongeveer acht of negen eieren afzetten. De eieren hebben een witte kleur en een zachte schaal, ze zijn ongeveer 35 mm lang en 25 mm breed. Als ze uit het ei kruipen zijn ze zo'n 30 tot 38 mm lang en wegen ongeveer dertien gram. Barbours landkaartschildpad is een carnivoor, op het menu staan vooral mosselen en slakken. Ook vissen, kreeftachtigen en insecten, zoals in het water gevallen vlinders, worden wel gegeten. Een klein deel van het menu bestaat uit waterplanten.

## Verspreiding en habitat
Barbours landkaartschildpad is endemisch in de Verenigde Staten. De schildpad is hier aangetroffen in de staten Alabama, Florida en Georgia. De habitat bestaat uit heldere wateren met voldoende ondergedoken objecten om te schuilen.

## Beschermingsstatus
Door de internationale natuurbeschermingsorganisatie IUCN is de beschermingsstatus 'kwetsbaar' toegewezen (Vulnerable of VU).